# (186835) Normanspinrad
(186835) Normanspinrad est un astéroïde de la ceinture principale.

## Description
(186835) Normanspinrad est un astéroïde de la ceinture principale. Il fut découvert par Bernard Christophe le 27 mars 2004 à l'observatoire de Saint-Sulpice. Il présente une orbite caractérisée par un demi-grand axe de 2,35 UA, une excentricité de 0,124 et une inclinaison de 7,46° par rapport à l'écliptique.
Il fut nommé en hommage à Norman Spinrad, né le 15 septembre 1940 à New York, auteur de science-fiction américain.

## Compléments